# Doppio identikit
Doppio identikit (Sketch Artist) è un film televisivo del 1992 diretto da Phedon Papamichael, prodotto dal network televisivo Showtime. In VHS è stato distribuito col titolo Falso identikit dall'etichetta Monaco International Group.
Nel 1995 è uscito il sequel dal titolo Identikit nel buio (Sketch Artist), diretto da Jack Sholder, interpretato sempre dall'attore Jeff Fahey.